# Супермен: Призвание
Супермен: Призвание (на английски: Superman: Birthright) е ограничена серия от комикси от дванадесет броя, публикувана от Ди Си Комикс в периода от септември 2003 г. до септември 2004 г., написана от Марк Уейд и нарисувана от Лейнил Франсис Ю и Джери Алангилан.

## Създаване
Първоначално поредицата е предназначена да бъде неканонична версия на Супермен, показваща неговия произход и актуализирайки го за 21-ви век. Скоро след това е решено поредицата да се приеме като канон и по този начин да замени поредицата Човекът от стомана на Джон Бърн като канонична история за произхода на Супермен. Проектът е възложен на Марк Уейд с молбата да създаде история за произхода на Супермен, развиваща се през 21-ви век, поредица, която новите читатели могат да разберат без никакви предишни познания за мита на героя. Това е проект, който Уейд иска да направи, откакто гледа Супермен: Филмът за първи път.
В сравнение с други истории за произхода, Уейд внася някои разлики. В опит да направи героя си по-реален, неговият Супермен не е безпогрешен. Друга разлика е наличието на Африка в произхода, което, както казва Уейд, помага за утвърждаването на Кал-Ел/Кларк като гражданин на света и показва какъв журналист е той.

## Прием
Според Comicbook Roundup поредицата получава положителни отзиви от критиците – средна оценка 7,6 от 10 въз основа на 5 ревюта.

## В други медии
- Елементи на Супермен: Призвание могат да бъдат видени във филма Човек от стомана (2013). Сцената, в която Кларк Кент открива, че криптонското S в неговия кораб е символ на надежда, е вдъхновена от тази поредица.

## В България
Поредицата е издадена в България през 2023 г. от Артлайн Студиос в еднотомно издание в превод на Здравко Генов.